# Gomennasai (film)
Pour plus de détails, voir Fiche technique et Distribution.
Gomennasai (ゴメンナサイ, ou Gomen-nasai, Gomenasai) est un film d'horreur japonais réalisé par Mari Asato (en), sorti en 2011 au Japon, avec en vedette les trois chanteuses du groupe de J-pop Buono!, qui interprète également la chanson du générique, Deep Mind,.

## Fiche technique
- Titre original : Gomennasai (ゴメンナサイ?)
- Réalisation : Mari Asato (en)
- Pays d'origine :  Japon
- Langue originale : japonais
- Genre : film d'horreur
- Durée : 94 minutes
- Date de sortie :
  - Japon : 29 octobre 2011

## Distribution
- Miyabi Natsuyaki (Buono!)
- Airi Suzuki (Buono!)
- Momoko Tsugunaga (Buono!)
- Chisato Okai (Cute)
- Itsuki Sagara